# ダニエリ・スズキ
ダニエリ・スズキ（Daniele Suzuki, 1977年9月21日 - ）は、日系ブラジル人のファッションモデル・女優・テレビタレント。

## 略歴
リオ・デ・ジャネイロ生まれ。父はサン・パウロ出身の日系2世ヒロシ・スズキ（Hiroshi Suzuki）で、静岡県出身の移民夫妻の息子。母はミナス・ジェライス出身のイヴォヌ・スズキで、イタリア人とドイツ人と先住民族の血を引く。父はダニエリが15歳の時に家族のもとを去り、サン・パウロに戻った。ダニエリはリオ・デ・ジャネイロで母と祖母のもとで育った。
15歳の時にモデルとしての活動を始めた。リオ・デ・ジャネイロ・カトリック大学を卒業後、女優としての活動を始め、学園ドラマ『マリャサオン』（Malhação）で人気を博した。現在、人気番組『ペ・ノ・シャオン』（Pé no Chão）で司会を務めている。ブラジルの日系人タレントとしては最も人気がある人物の一人である。